# Caspar Pfaffrad
Caspar Pfaffrad (auch Kaspar Pfaffrad; * 1562 in Hückeswagen; † 23. September 1622 in Helmstedt) war ein deutscher lutherischer Theologe und Hochschullehrer.

## Leben
Pfaffrad wurde zunächst als Kaufmann ausgebildet. Er besuchte später die Schule von Dortmund, bevor er an der Universität Helmstedt immatrikuliert wurde. Dort studierte er Theologie und Philosophie. Er war dabei insbesondere Schüler von Ferdinand Hessler und Daniel Hofmann. 1588 wurde er zum Magister graduiert. Zudem begann er an der Philosophischen Fakultät zu lehren. 1593 erhielt er die Stelle als außerordentlicher Professor der Theologie in Helmstedt.
Pfaffrad wurde 1598 ordentlicher Professor der Theologie. Im gleichen Jahr wurde zum Dr. theol. promoviert. Diese Promotion erfolgte 17. Februar 1598 mit der Dissertation De Deo et Christi tum persona tum officio. Diese war der Auslöser des hofmannschen Streits. Pfaffrad war Verfechter des Ramismus und zunehmend in Opposition zu seinen Fakultätskollegen.

## Werke (Auswahl)
- De Praedicationibvs Sacramentalibvs, Brandes, Helmstedt 1597.
- De Studiis Rameis Et Optimae Institutionis Legibus Commentatio, Kopff, Frankfurt 1597.
- Rathsames Bedenken von Mitteln, durch welche christliche Einigkeit zu erlangen, Brehms, Helmstedt 1613.